# Toxorhina (Ceratocheilus) luteibasis
Toxorhina (Ceratocheilus) luteibasis is een tweevleugelige uit de familie steltmuggen (Limoniidae). De soort komt voor in het Oriëntaals gebied.